# Ronald Cerritos
Ronald Osvaldo Cerritos Flores (San Salvador, 3 de enero de 1975) es un exfutbolista salvadoreño que ha jugado para ADET, los San José Earthquakes, el Dallas Burn, D.C. United, el Houston Dynamo, San Salvador F.C., los Real Maryland Monarchs y los Carolina RailHawks. De igual manera participó de forma regular con la selección nacional de El Salvador convirtiéndose en una figura relevante del país centroamericano.
Recibirá el reconocimiento del Terremotos de San José.
Escrito por Redacción de Acción Miércoles, 11 de agosto de 2010
Un salvadoreño más entrará a formar parte de la historia más importante de la MLS. Ronald Cerritos será introducido al Salón de la Fama del Terremotos de San José de la liga estadounidense.El mismo club dio a conocer ayer la decisión y se convertirá, apenas, en el segundo miembro de dicho club. El primero fue John Doyle. El acto de inducción se realizará el miércoles 29 de septiembre al medio tiempo del juego que enfrentará a los angelinos con el Chicago Fire.Cerritos tuvo dos etapas en el club de San José, que le bastaron para convertirse en el jugador con más goles y asistencias en la historia del equipo, con cifras de 61 goles y 47 asistencias. Lo anterior fue conseguido por Cerritos en 148 partidos, de los cuales fue titular en 142, y 12,382 minutos.El exjugador cuscatleco llegó a San José procedente del ADET en 1997 y se mantuvo ahí hasta 2001, cuando fue traspasado al Burn de Dallas. Luego jugó con el DC United antes de regresar al Terremotos en 2005. Además, Cerritos fue elegido tres veces para el Partido de las Estrellas de la MLS y fue nombrado para el equipo del año en su primera temporada con el club, en 1997.

## Clubes
| Club                             | País           | Año       | Partidos | Goles |
| -------------------------------- | -------------- | --------- | -------- | ----- |
| ADET                             | El Salvador    | 1993-1997 |          |       |
| San Jose Clash                   | Estados Unidos | 1997-2001 | 124      | 56    |
| Dallas Burn                      | Estados Unidos | 2002-2003 | 38       | 7     |
| D.C. United                      | Estados Unidos | 2003-2004 | 22       | 3     |
| Alianza Fútbol Club              | El Salvador    | 2004      |          |       |
| San Jose Earthquakes             | Estados Unidos | 2005      | 32       | 6     |
| Houston Dynamo                   | Estados Unidos | 2006      | 15       | 0     |
| San Salvador Fútbol Club         | El Salvador    | 2006-2007 | 48       | 9     |
| Real Maryland Football Club      | Estados Unidos | 2008      | 15       | 2     |
| Carolina RailHawks Football Club | Estados Unidos | 2008      | 7        | 1     |

### Carrera como legionario
Actualizado al último partido jugado el 24 de junio de 2006.
| Club                                        | Div.                | Temporada           | Liga  | Liga  | Copas nacionales | Copas nacionales | Copas internacionales | Copas internacionales | Total | Total |
| Club                                        | Div.                | Temporada           | Part. | Goles | Part.            | Goles            | Part.                 | Goles                 | Part. | Goles |
| ------------------------------------------- | ------------------- | ------------------- | ----- | ----- | ---------------- | ---------------- | --------------------- | --------------------- | ----- | ----- |
| San Jose Clash Estados Unidos               | 1.ª                 | 1997                | 22    | 12    | -                | -                | -                     | -                     | 22    | 12    |
| San Jose Clash Estados Unidos               | 1.ª                 | 1998                | 31    | 13    | -                | -                | -                     | -                     | 31    | 13    |
| San Jose Clash Estados Unidos               | 1.ª                 | 1999                | 31    | 15    | -                | -                | -                     | -                     | 31    | 15    |
| San Jose Clash Estados Unidos               | Total               | Total               | 84    | 40    | 0                | 0                | 0                     | 0                     | 84    | 40    |
| San Jose Earthquakes Estados Unidos         | 1.ª                 | 2000                | 9     | 4     | -                | -                | -                     | -                     | 9     | 4     |
| San Jose Earthquakes Estados Unidos         | 1.ª                 | 2001                | 31    | 12    | -                | -                | -                     | -                     | 31    | 12    |
| San Jose Earthquakes Estados Unidos         | Total               | Total               | 40    | 16    | 0                | 0                | 0                     | 0                     | 40    | 16    |
| Dallas Burn Estados Unidos                  | 1.ª                 | 2002                | 23    | 4     | -                | -                | -                     | -                     | 23    | 4     |
| Dallas Burn Estados Unidos                  | 1.ª                 | 2003                | 15    | 3     | -                | -                | -                     | -                     | 15    | 3     |
| Dallas Burn Estados Unidos                  | Total               | Total               | 38    | 7     | 0                | 0                | 0                     | 0                     | 38    | 7     |
| D. C. United Estados Unidos                 | 1.ª                 | 2003                | 12    | 1     | -                | -                | -                     | -                     | 12    | 1     |
| D. C. United Estados Unidos                 | 1.ª                 | 2004                | 10    | 2     | -                | -                | -                     | -                     | 10    | 2     |
| D. C. United Estados Unidos                 | Total               | Total               | 22    | 3     | 0                | 0                | 0                     | 0                     | 22    | 3     |
| San Jose Earthquakes Estados Unidos         | 1.ª                 | 2005                | 32    | 6     | -                | -                | -                     | -                     | 32    | 6     |
| San Jose Earthquakes Estados Unidos         | Total               | Total               | 32    | 6     | 0                | 0                | 0                     | 0                     | 32    | 6     |
| Houston Dynamo Football Club Estados Unidos | 1.ª                 | 2006                | 15    | 0     | -                | -                | -                     | -                     | 15    | 0     |
| Houston Dynamo Football Club Estados Unidos | Total               | Total               | 15    | 0     | 0                | 0                | 0                     | 0                     | 15    | 0     |
| Real Maryland Football Club Estados Unidos  | 3.ª                 | 2008                | 15    | 2     | -                | -                | -                     | -                     | 15    | 2     |
| Real Maryland Football Club Estados Unidos  | Total               | Total               | 15    | 2     | 0                | 0                | 0                     | 0                     | 15    | 2     |
| Carolina RailHawks Estados Unidos           | 2.ª                 | 2008                | 7     | 1     | -                | -                | -                     | -                     | 7     | 1     |
| Carolina RailHawks Estados Unidos           | Total               | Total               | 7     | 1     | 0                | 0                | 0                     | 0                     | 7     | 1     |
| Total en su carrera                         | Total en su carrera | Total en su carrera | 253   | 75    | 0                | 0                | 0                     | 0                     | 253   | 75    |